# Hiro (rete televisiva)
Hiro è stato un canale televisivo a pagamento sulla piattaforma Mediaset Premium visibile sul digitale terrestre e via cavo. Dal 1º agosto 2011 diventa on demand con il nome di Premium Hiro sul servizio Premium Play fino alla sua chiusura nel marzo 2013.
Il canale ha trasmesso repliche ed anteprime di serie animate per ragazzi, in prevalenza anime.

## Storia
Hiro ha iniziato le trasmissioni lunedì 8 dicembre 2008 alle ore 7.00 con Re Artù, King Arthur sul mux Mediaset 1; il canale era visibile gratuitamente e vennero trasmessi ben 3 episodi per ciascuno dei 13 programmi previsti per un totale di 39 episodi.
Lo speaker ufficiale del canale era il doppiatore Claudio Moneta.
Dal 5 ottobre 2009 si cominciò a trasmettere 24 ore su 24.
Il 1º luglio 2011 il canale è passato dal mux Mediaset 1 al mux Mediaset 5 ed è stato visibile nelle zone all digital.
Il 1º agosto 2011, dopo aver trasmesso Mermaid Melody - Principesse sirene, dalle ore 7.00 il canale resta in standby con il logo di Mediaset Premium fino alle 12.00, per poi smettere definitivamente di trasmettere sia sul digitale terrestre, sia via cavo. Nello stesso giorno Hiro diventa on-demand sulla piattaforma Premium Play con il nome di Premium Hiro.

## Successori
Nonostante Hiro non sia mai più stata riportata in onda, molti cartoni animati che trasmetteva sono approdati in alcune fasce orarie sui canali in digitale terrestre Boing, Italia 1, Cartoonito oppure sulle emittenti televisive K2 e Frisbee.

## Disservizi
Hiro è stato il primo canale italiano a pagamento che interrompeva sistematicamente le sue trasmissioni, oscurando il canale, per favorire la visione di altri canali. Questa condizione ha impedito di vedere certi programmi (persino quelli in prima visione) sul digitale terrestre costringendo gli utenti a dover seguire le repliche notturne per non perdersi un episodio.

### Calcio
Durante le partite di Serie A del 2008-2009, di domenica Hiro veniva oscurato dalle 14.30 alle 17.30.
Nella stagione calcistica del 2009-2010 Hiro venne oscurato durante la Champions League, la Coppa UEFA e durante tutte le partite della serie A.
Nella stagione calcistica del 2010-2011, in occasione dell'intera fase a gironi della Champions League, gli oscuramenti si protrassero fino alle 2.00 del mattino. Dal 2 aprile fino al 30 maggio si aggiunsero gli oscuramenti della Serie B al sabato.

### Grande Fratello
Dal 18 ottobre 2010 (data di inizio del Grande Fratello 11) fino al 18 aprile 2011 il canale veniva sospeso tutte le notti da mezzanotte alle 7:00.

## Programmi televisivi
Hiro ha trasmesso serie animate, telefilm e film animati senza operare tagli di alcun tipo sulle sigle. Spesso ha trasmesso programmi senza censure video e in alcuni casi ha mantenuto le sigle originali di serie inedite.

### Prime visioni assolute Premium Hiro
- Canimals
- G.I. Joe: Renegades
- Papawa
- PiPoPa - I folletti del Web
- Ratti matti
- Shugo Chara! (terza stagione divisa in due blocchi)

### Serie TV
- Akubi Girl
- Bratz (ep. 34-52)
- Black Jack - Dieci indagini nel buio
- C'era una volta... la Terra[N 1] (ep. 14, 17, 21 e 23)
- Chrono Crusade
- C'era una volta... l'uomo
- Detective Conan (ep. 489-537)
- Dino Squad
- Dinosaur King (stagione 1)
- Doraemon (serie del 1979, stagione 7)
- Emily della Luna Nuova
- Emma - Una storia romantica
- Future GPX Cyber Formula
- Gadget e Gadgettini (ep. 49-52)
- Gaiking - Legend of Daiku-Maryu
- Grossology
- Hamtaro (stagione 4-5)
- Hyou Senki
- Il cuore di Cosette
- Il lungo viaggio di Porfi
- Il mondo segreto di Ani Yoko (ep. 1-31)
- Il segreto della sabbia
- Iron Kid
- Kamen Rider: Dragon Knight
- Keroro (ep. 78 e 104-155)
- Jewelpet (ep. 3-52)
- Legendz - La leggenda dei re draghi
- Let's Go Taffy
- MÄR
- Mirmo (ep. 157-172)
- Mobile Suit Z Gundam
- My Melody - Sogni di magia (st. 1 ep. 24 e st. 3-4)
- Naruto: Shippuden (ep. 80-156)
- Offside
- Oggy e i maledetti scarafaggi (stagione 3)
- Pat & Stan[N 2]
- Project ARMS
- Ralf the Record Rat[N 2]
- Record of Lodoss War: La saga dei cavalieri
- Prince of Tennis (ep. 1-52)
- Shizuku (ep. 47-51)
- Shugo Chara!
- Twin Princess - Principesse gemelle (2ª serie, ep. 50-52)
- Slayers Revolution
- Slayers Evolution-R
- Viva Piñata
- Yu-Gi-Oh! GX (ep. 156-180)
- Zoids (2ª serie, ep. 19-33 e 3ª serie)